# چارلز پاولت
چارلز پاولت (انگلیسی: Charles Powlett, 3rd Duke of Bolton؛ ۳ سپتامبر ۱۶۸۵ – ۲۶ اوت ۱۷۵۴) نظامی و سیاست‌مدار اهل پادشاهی بریتانیای کبیر بود. وی همچنین برندهٔ جوایزی همچون نشان بند جوراب شده‌است.